# Heikant (Zeeland)
Heikant is een relatief jong grensdorp in de Zeeuws-Vlaamse gemeente Hulst in de Nederlandse provincie Zeeland. Het dorp bestaat voornamelijk uit lintbebouwing langs de weg Koewacht - Sint Jansteen. De naam Heikant stamt van begin 18e eeuw, toen het in de volksmond in de heijde of dheije heette. Het verwijst naar de uitgestrekte heidevelden (met name dophei) die zich oorspronkelijk in het gebied bevonden. Op 1 januari 2023 telde Heikant 1.160 inwoners.

## Geografie
Heikant ligt op een pleistocene zandrug, op de overgang van lager gelegen kleigrond ten noorden (gemeente Hulst) naar hoger gelegen zandgronden ten zuiden (Waasland). Aan de zuidzijde wordt Heikant begrensd door bospercelen, aan de noordzijde domineert het polderlandschap. In het noorden bevindt zich de Groot- of Oud-Ferdinanduspolder, in de westelijke punt de Klein- of Nieuw-Ferdinanduspolder, en ten oosten ligt de Absdalepolder. In het zuiden van Heikant ligt de deels bosrijke Wildelandenpolder, waarvan het oostelijke deel behoort tot het Waterwingebied Sint Jansteen.
De kern van het dorp concentreert zich rond de kerk, die gebouwd werd in de jaren 1930-1931. Ook de basisschool Heidepoort, het gemeenschapscentrum 't Heike, en het enige café-restaurant zijn hier te vinden.

## Geschiedenis
Heikant is ontstaan uit de buurtschappen Drie Hoefijzers en 't Hoekje. Eind negentiende eeuw en vooral na de Eerste Wereldoorlog groeiden beide buurtschappen, onder impuls van vooral de landbouw en vlasnijverheid, uit tot het huidige dorp. Ter herinnering aan deze periode en de vlasarbeiders staan er op het dorpsplein twee beelden: De Stuiker en De Vlaskeerster.
Tot de gemeentelijke herindeling van 1970 behoorde het dorp tot de gemeente Sint Jansteen. In 1970 werden zowel Heikant als Sint Jansteen opgenomen in de gemeente Hulst. Heikant ontwikkelde zich in eerste instantie als lintdorp, totdat alle gaten in de bebouwing waren opgevuld. Vanaf het eind van de jaren 1990 werd het dorp verder uitgebreid met 22 woningen in kader van het nieuwbouwplan De Vlasbloem. In vervolg daarop zijn in de jaren 2013-2015 12 nieuwe woningen gerealiseerd onder de naam Plan Heiakker. In 2018 is het uitbreidingsplan Zandrug gelanceerd, waarbij 14 bouwkavels ten noorden van de Julianastraat worden gerealiseerd en verkocht. In 2020 is het nieuwbouwproject De Weverij gestart, waarbij acht nieuwe woningen worden gerealiseerd.

## Bezienswaardigheden
- De Sint-Theresia van het Kind Jezuskerk met processiepark, van 1929, geklasseerd als Rijksmonument.

## Galerij

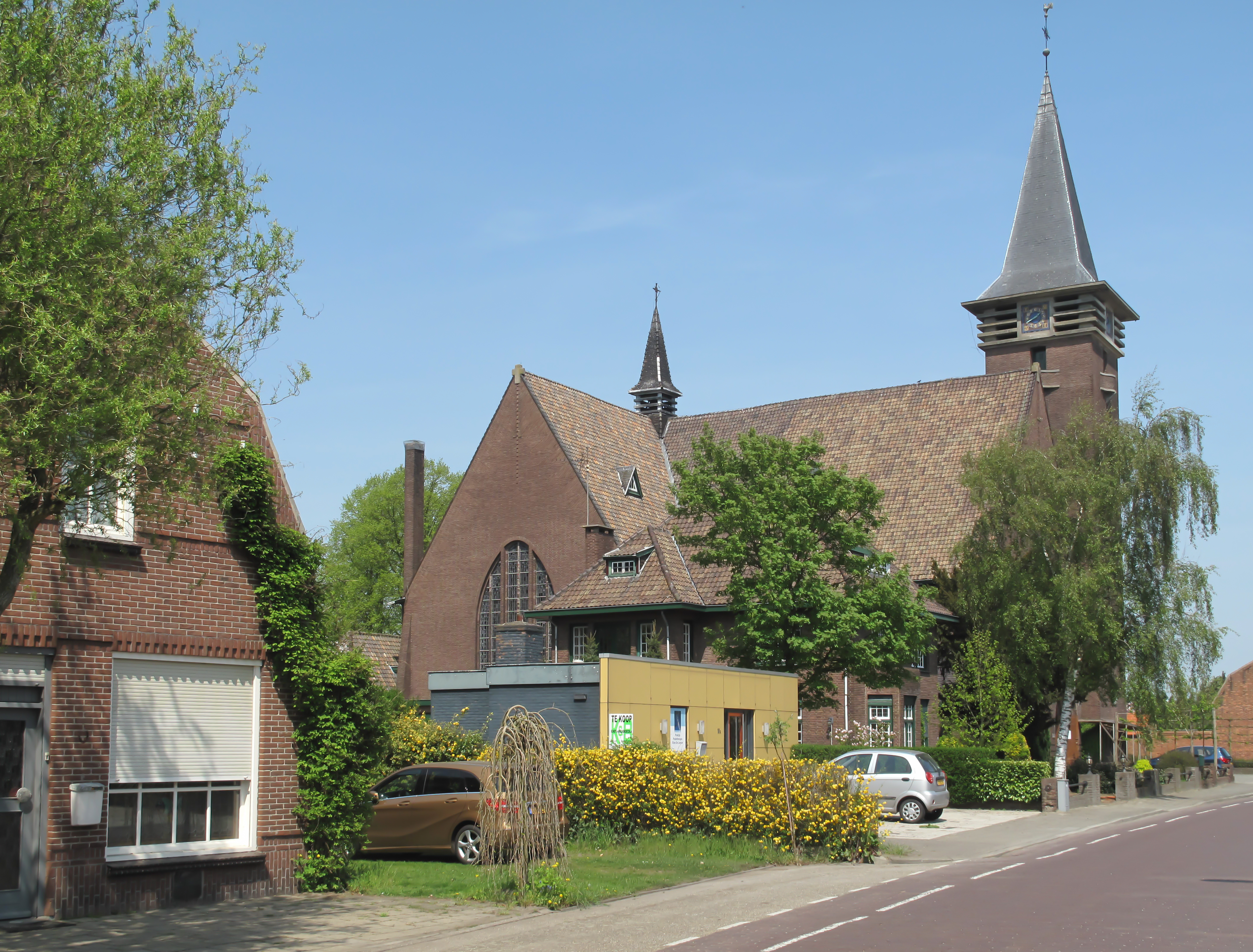
Kerk van de Heilige Theresia van het kindje Jezus.
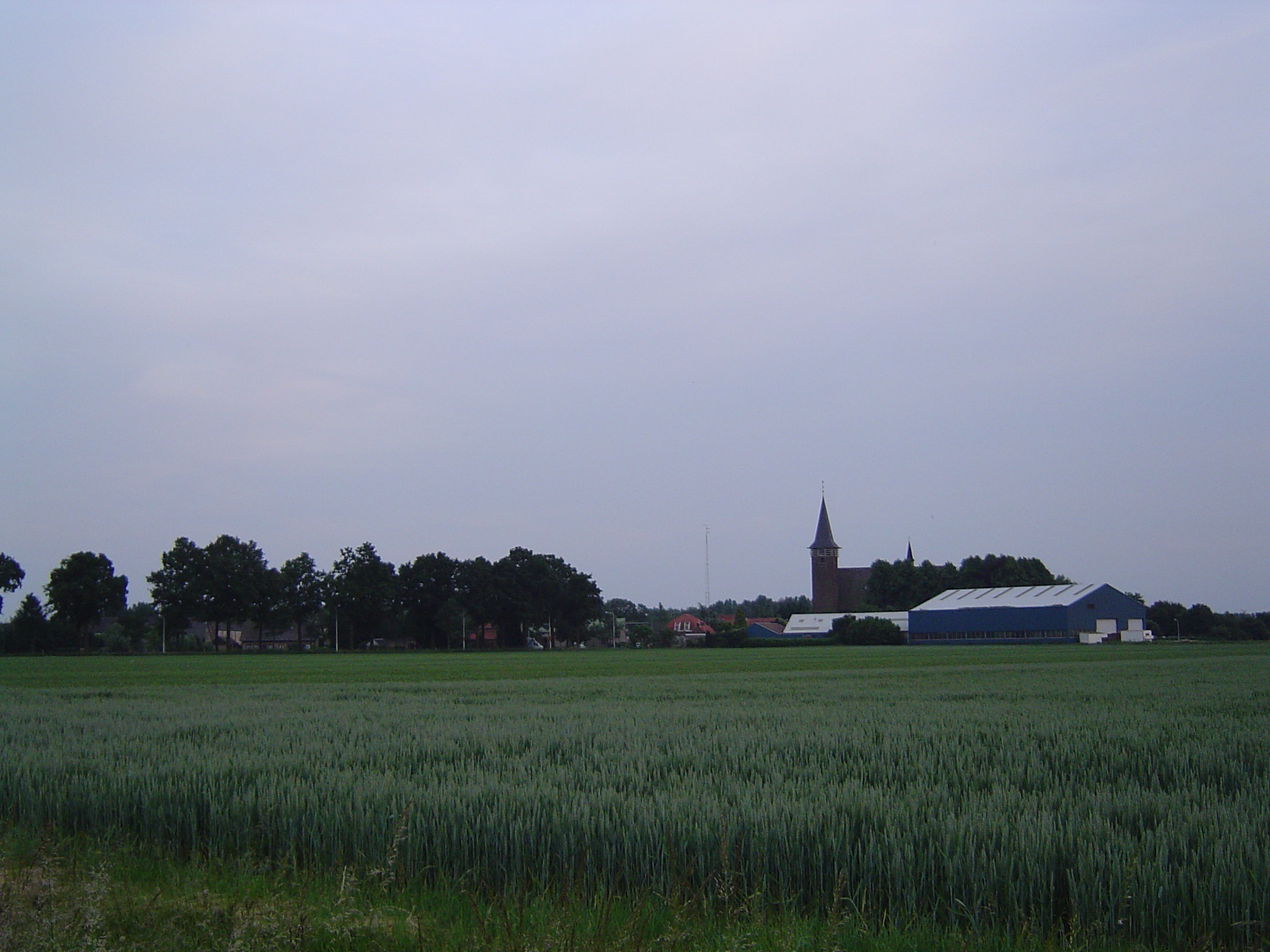
Zicht op Heikant, gezien vanuit de Absdalepolder.
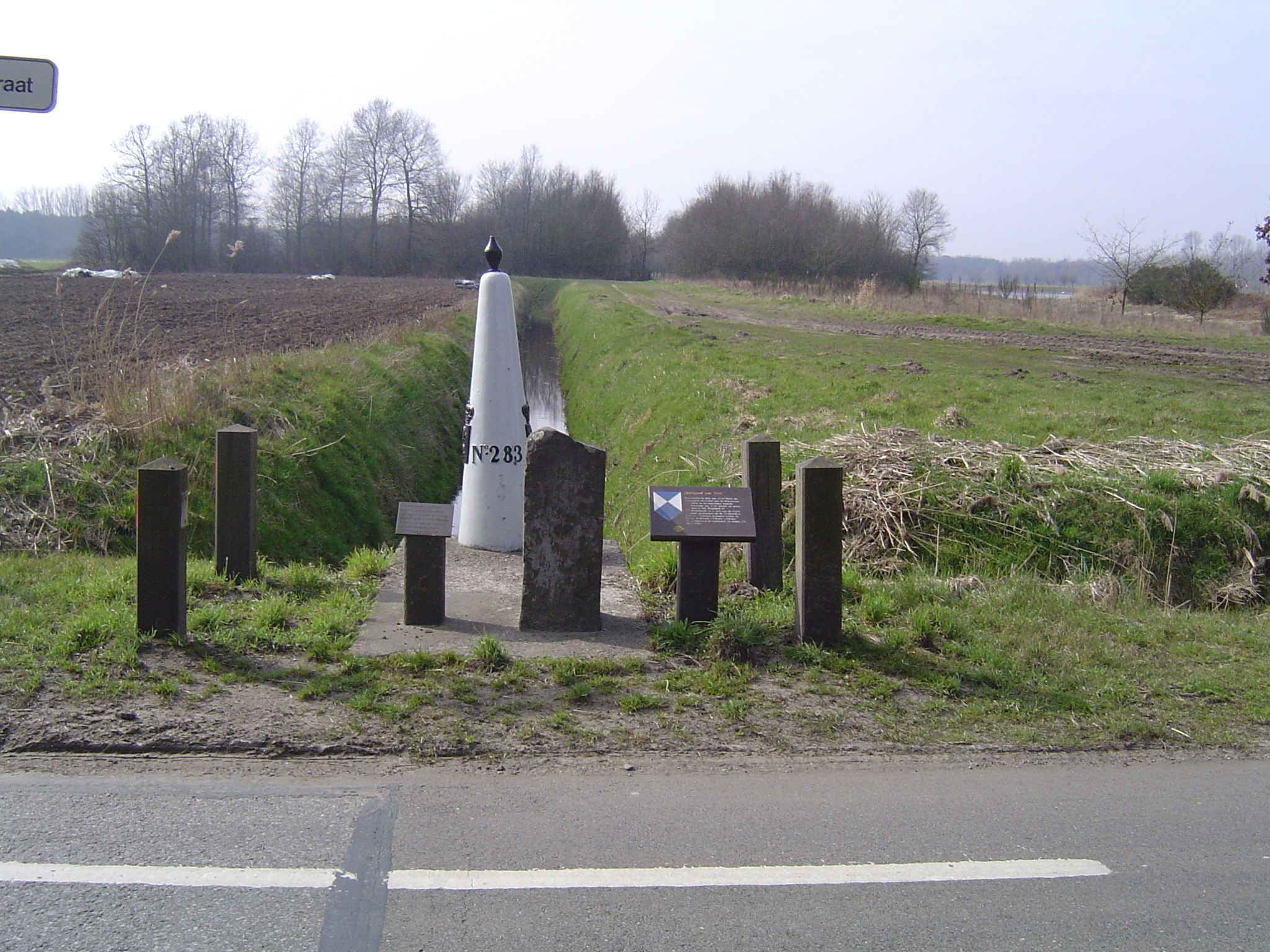
Grens met België. Opmerkelijk is dat de Ellestraat (Heikant) hier overgaat in Hellestraat (Stekene).

## Trivia
- De Heilige Theresia van het Kind Jezuskerk is een van de zeldzame kerken in Nederland met een stenen gewelf zonder pilaren.[7]
- In de 17e eeuw ontstond het spreekwoord Holland Bolland, Zeeland Geen Land, Ik hou my aan de Heikant.[8] Hierin staat Heikant symbool voor een veilig oord, uit de greep van het wassende water dat grote delen van westelijk Nederland destijds continu bedreigde.
- In het Aardrijkskundig woordenboek der Nederlanden van 1844 wordt Heikant als volgt omschreven: HEIKANT (DE), b. in Staats-Vlaanderen, in Hulster-Ambacht, prov. Zeeland, arr. en 6 u. Z. Z. W. van Goes, kant., distr. en ½ u. Z. van Hulst, gem. en ½ u. O. van St.-Jan-Steen. Deze b. bestaat uit eenige op de bebouwde heide verspreid liggende h., ten getale van 68, bewoond door 330 zielen.[9]
- Heikant is de traditionele locatie van de Zeeuwse Landbouwtop, een besloten bijeenkomst van de provincie Zeeland voor Nederlandse beleidsmakers over de toekomst van het Europese landbouwbeleid. Deze vond vrijwel jaarlijks plaats tussen 2012 en 2018 en in 2025.
- Jaarlijks vinden de Stuikersfeesten plaats in Heikant.[10] De naam refereert naar het vlasverleden van Heikant: Een stuiker is iemand die vlas in bundels (schoven) samenbindt.

## Nabijgelegen kernen
Sint Jansteen, Absdale, Koewacht, Kapellebrug